# 阿部顕嵐
阿部 顕嵐（あべ あらん、1997年8月30日  - ）は、日本の俳優。ボーイズグループ・7ORDERの元メンバーである。東京都出身。

## 来歴
2010年10月23日、ジャニーズ事務所に入所。
2012年からジャニーズJr.内ユニットのTravis Japanとして活動を始め、2016年5月からはLove-tuneのメンバーとしても活動を始める。しかし、2016年10月の舞台『ABC座2016 株式会社応援屋!!〜OH&YEAH!!〜』以降Travis Japanとしての活動はみられなくなり、その後はLove-tuneとしての活動に専念する。
2013年、『49』で俳優デビューし、2014年の『近キョリ恋愛〜Season Zero〜』でテレビドラマ初主演を務めた。
2017年11月25日、『何者』で初の舞台単独主演を果たした。
2018年11月30日、有料公式サイト「ジャニーズジュニア情報局」にて、同日付でジャニーズ事務所を退所することを発表。
2019年1月11日、公式Instagramを設立。TOKYO MXのバラエティ番組に出演し、3月11日には真田佑馬と共にTOKYO MX主催のイベント「TOKYO MX FES.2019」内で『真田佑馬と阿部顕嵐のつなげるつなげるつなげる』を開催する。
同年5月22日、『7ORDER project』が始動し、Love-tuneのメンバーが再結集。7人での活動を再開することを発表した。
同年11月15日、『ヒプノシスマイク -Division Rap Battle-』の舞台版において、主人公のライバルである碧棺左馬刻役に抜擢される。
2022年2月13日、『アランのチョコっとラインライブ』と題した初のLINE LIVEを行い、番組内でオフィシャルTwitterを開設した。
同年3月25日、 『ツーアウトフルベース』で映画初主演を果たす。
同年7月22日、単独公式サイトが開設される。
同年8月30日、自身の誕生を祝う企画『ALAN ABE presents Original Program「24+1」』が開催される。また同プログラム内で単独ファンクラブである『I OF THE STORM』の開設、ファンクラブ会員限定公演『阿部顕嵐 独演会「風姿花伝」第1期公演』を明治座で行うことを発表した。
同年9月30日から10月17日まで森田美勇人とコラボした初の展覧会『チャンネル顕嵐ふらーっと森田美勇人展』を渋谷モディで実施。
2024年12月29日、翌年5月末をもって7ORDERを卒業することを報告した。原点に戻って、1人で挑戦していきたいという思いと、年を重ねるごとに、「ちゃんと自分のやりたいことを突き詰めたい」という気持ちがどんどん強くなり、まだお芝居の仕事を本格的に突き詰められていないという思いがあり、メンバーと話し合いの結果、卒業となった。

## 人物
7ORDERでの担当は2枚目、グループの顔である。メンバーカラーは紫。メンバーからは、誰とでもフランクに話せ、コミュニケーション能力が高いと言われている。休みの日は行きつけのカフェでコーヒーとパニーニを頂くといった優雅な生活をしており、リーダーの安井謙太郎からはパリジェンヌだと弄られている。
自分自身の性格をポジティブ、マイペース、負けず嫌いと語っている。座右の銘は、『失意泰然 得意淡然』。どんなに泥臭くても野心を持ち続けたいという思いからである。
尊敬する俳優に真田広之を挙げている。世界に通用する俳優になるために、アクションや殺陣、馬術のトレーニングを行っている。またグループとしての目標は東京ドーム単独公演だと語っている。

### 名前の由来
フランスの映画俳優であるアラン・ドロンから名づけられている。「顕」の字には運が強いという意味があり、「アラン」という名前には“世界に通用するように”という願いが込められている。

### 音楽
7ORDERではメインボーカルを務める。ドスの聞いた声を武器に主にラップパートを担当している。音楽の好みとしては『Coldplay』や『Oasis』といったUKロックや、ブラックミュージックを挙げている。その影響もあり、初主演映画『ツーアウトフルベース』の主題歌である7ORDERの『レスポール』はUKロックのシューゲイザーの要素が強く出ている。本作品ではギターでの弾き語りにも初挑戦している。また母親の影響もあり、クラシック音楽も嗜んでいる。

### 交友関係
幼い頃に同じ少年野球団に所属していた六世野村万之丞（狂言師）と交流があり、万之丞のYoutubeチャンネルにも出演している。また、六世万之丞とは雑誌で対談もしている。

### 趣味
旅行
海外旅行が好きで、スマホなどの電子機器を持ち歩かないデジタルデトックスの時間だと語っている。
サウナ
高校2年生の頃に行った家族旅行でサウナの魅力に気付く。7ORDER内では安井謙太郎、長妻怜央と共に『サウナ部』というものを結成している。
食
豚カツが大好物で、油での揚げ方、野菜の切り方といった面にも造詣が深い。自身のYouTubeチャンネルでは『TONKATSU TRIP』と題して全国の名店を回る企画を行っている。アイスも好物の一つで、『ACTORS☆LEAGUE 2021』では、「最優秀賞とかいらないんで、ハーゲンダッツほしいです」と宣言し、見事にハーゲンダッツ賞を獲得した逸話を持っている。
ゲーム
FPSを始めとしたゲームを嗜む。『ヒプノシスマイク』で共演した高野洸とはポケモンの話を通じて仲を深めた。

### 学業
明治学院大学。

## 出演
グループでの出演はTravis Japan#出演、Love-tune#出演、7ORDER#出演を参照。個人での出演のみ記載。

### テレビドラマ
- 49（2013年10月6日 - 12月29日、日本テレビ） - 多島祐樹 役[46]
- SHARK〜2nd Season〜（2014年4月19日 - 7月13日、日本テレビ） - 佐藤有翔 役[47]
- 近キョリ恋愛〜Season Zero〜（2014年7月19日 - 10月11日、日本テレビ） - 主演・櫻井ハルカ 役[48]
- お兄ちゃん、ガチャ 第5話（2015年2月8日、日本テレビ） - キララ 役[49]
- BLドラマの主演になりました クランクイン編（2024年1月2日、テレビ朝日） - 主演・赤藤優一郎 役（阿久津仁愛とダブル主演）[50]
- ゴーストヤンキー 第1話（2024年4月19日、MBS） - 若きマスター 役（友情出演）[51]
- 青春ミュージカルコメディ oddboys（2024年6月27日 - 8月29日、テレビ東京） - 主演・音羽翔舞 役（岡宮来夢とダブル主演）[52]
- スメルズ ライク グリーン スピリット（2024年9月20日 - 11月8日、MBS） - 柳田 役[53]
- DOCTOR PRICE 第1話（2025年7月6日、読売テレビ・日本テレビ） - 葛葉圭祐 役[54]

### 配信ドラマ
- さよなら、ハイスクール（2022年2月28日 - 配信開始、Hulu） - 主演・朝倉ショウゴ 役[55]
- BLドラマの主演になりました クランクアップ編（2023年12月24日、TELASA） - 主演・赤藤優一郎 役（阿久津仁愛とダブル主演）[50]
  - 続・BLドラマの主演になりました（2025年6月13日 - 7月25日、TELASA）[56][57]

### 映画
- 空飛ぶタイヤ（2018年6月15日、松竹） - 門田駿一 役[8][58]
- ツーアウトフルベース（2022年3月25日、東映ビデオ） - 主演・イチ 役[16]
- 探偵マリコの生涯で一番悲惨な日（2023年、東映ビデオ）[59]
- スケとボドとサーフ（2025年1月10日） - 主演[60][61]
- 劇場版 スメルズ ライク グリーン スピリット（2025年6月公開予定、ポニーキャニオン） - 柳田 役[62]

### バラエティ番組
- 痛快TV スカッとジャパン 第36回「俺を好きになっちゃえよ」（2015年11月16日、フジテレビ） - 藤村篤志 役[63]
- イケダンMAX（2019年4月18日 - 2020年3月26日、TOKYO MX）[64]
- 〜企画プレゼンバラエティ〜これ採用っスカ?（2025年5月1日 - 21日、TBS）[65]

### CM
- ハウス食品｢とんがりコーン」（2015年） - 中山優馬、岸優太と共演[66]
- 明治「フラクトオリゴ糖」（2023年）[67]

### MV
- A.B.C-Z「Za ABC〜5stars〜」（2012年）[68]

### サポーター
- アンソニー・ラップ ミュージカル「WITHOUT YOU」来日公演（2024年） - オフィシャルサポーター[69]

### 舞台
- Johnny's Dome Theatre 〜SUMMARY〜（2012年9月8日 - 9日、TOKYO DOME CITY HALL）[70]
- ジャニーズ銀座 2014［Sexy Boys］（2014年4月28日 - 5月1日・30日、シアタークリエ）[71][72][73]
- ミュージカル「魔女の宅急便」（2017年6月1日 - 4日、新国立劇場中劇場 / 8月31日 - 9月3日、梅田芸術劇場 シアター・ドラマシティ） - トンボ 役[74][75]
- 何者（2017年11月25日 - 12月10日、天王洲銀河劇場） - 主演・二宮拓人 役[9]
- 『ヒプノシスマイク-Division Rap Battle-』Rule the Stage  - 碧棺左馬刻 役
  - 『ヒプノシスマイク-Division Rap Battle-』Rule the Stage -track.1-（2019年11月15日 - 12月1日、品川プリンスホテル ステラボール）[14]
  - 『ヒプノシスマイク-Division Rap Battle-』Rule the Stage –track.4-（2021年2月5日 - 19日、TOKYO DOME CITY HALL / 2月25日 - 28日、メルパルクホール大阪 / 3月5日 - 7日、福岡サンパレスホテル＆ホール）[76]
  - 『ヒプノシスマイク-Division Rap Battle-』Rule the Stage -Battle of Pride-（2021年8月14日・15日、大阪公演 / 8月24日・25日、神奈川公演）[77]
  - 『ヒプノシスマイク-Division Rap Battle-』 Rule the Stage -track.5-（2022年1月7日 - 9日、メルパルクホール大阪 / 1月27日 - 2月6日、TOKYO DOME CITY HALL）[78]
  - 『ヒプノシスマイク -Division Rap Battle-』 Rule the Stage  -Mix Tape1-（2022年7月14日 - 18日、TOKYO DOME CITY HALL）[79]
  - ヒプノシスマイク -Division Rap Battle-』 Rule the Stage  -Rep LIVE- side M.T.C（2022年7月2日 - 3日、KT Zepp Yokohama / 7月8日 - 9日、Zepp Fukuoka / 8月5日-7日、Zepp Osaka Bayside)[80]
  - 『ヒプノシスマイク -Division Rap Battle-』Rule the Stage《Fling Posse VS MAD TRIGGER CREW》（2023年3月2日 - 5日、COOL JAPAN PARK OSAKA WW ホール / 3月9日 - 3月19日、TOKYO DOME CITY HALL）[81]
- 『FINAL FANTASY BRAVE EXVIUS』THE MUSICAL（2021年3月12日、無観客公演をニコニコ生放送で生配信[82]）[注 2] - 主演・レイン 役[84]
- October Sky－遠い空の向こうに－（2021年10月6日 - 24日、Bunkamuraシアターコクーン / 11月11日 - 14日、森ノ宮ピロティホール） - ロイ 役[85]
- クリスマス・イブのおはなし（2022年12月27日、新国立劇場） [86]
- 君の名前で僕を呼んで〜5th anniversary〜（2023年1月27日 - 29日、恵比寿ザ・ガーデンホール） - オリヴァー 役[87]
- PARCO劇場開場50周年記念シリーズ ラビットホール（2023年4月9日 - 25日、PARCO劇場 / 4月28日、あきた芸術劇場ミハルス / 5月4日、キャナルシティ劇場 / 5月13日 - 14日、森ノ宮ピロティホール） - ジェイソン役（山崎光とWキャスト）[88]
- リーディングシアター「アドレナリンの夜」（2023年9月28日、東京建物 Brillia HALL）[89][90]
- BREAK FREE STARS（2023年10月23日 - 11月5日、IHIステージアラウンド東京） - ソーマ刑務官 役[91]
- 桃源暗鬼 - 主演・一ノ瀬四季 役
  - 舞台『桃源暗鬼』（2024年2月17日 - 25日、天王洲銀河劇場 / 2月29日 - 3月3日、梅田芸術劇場シアター・ドラマシティ）[92]
  - 舞台『桃源暗鬼』-練馬編-（2025年1月4日 - 19日、天王洲銀河劇場）[93]
- 舞台「ハンドレッドノート〜暗闇に消えた月〜」（2024年10月13日、品川プリンスホテル クラブeX）[94]
- 東洋空想世界「blue egoist」（2024年11月17日 - 12月1日、THEATER MILANO-Za / 12月6日 - 8日、オリックス劇場） - 主演[注 3]
- Fantasy Musical「バースデー」（2025年6月20日 - 29日、品川プリンスホテル ステラボール）[注 4]

### コンサート
- ガムシャラ J's Party !! Vol.9（2015年3月30日 - 4月2日、EXシアター六本木）[97]
- ガムシャラ! サマーステーション［チーム覇］（2015年7月23日・26日・29日・30日・8月12日・13日・15日・16日、EXシアター六本木）[98]

### イベント
- TOKYO MX FES.2019 真田佑馬と阿部顕嵐のつなげるつなげるつなげる（2019年3月31日、東京ドームシティプリズムホール）[99]
- ACTORS☆LEAGUE 2021（2021年7月20日、東京ドーム）[100]
- ACTORS☆LEAGUE GAME 2022 (2022年5月2日、幕張イベントホール）[101]
- ACTORS☆LEAGUE in Baseball 2022（2022年8月22日、東京ドーム）[102]
- ACTORS☆LEAGUE in Games 2023（2023年6月19日、日本武道館）
- ACTORS☆LEAGUE in Games 2024（2024年6月11日、幕張イベントホール）
- ACTORS☆LEAGUE in Dance 2024（2024年8月27日、有明アリーナ）[103]
- ACTORS☆LEAGUE in Games 2025（2025年6月10日、東京ガーデンシアター）[104]
- ACTORS☆LEAGUE in Dance 2025（2025年8月26日〈予定〉、国立代々木競技場 第一体育館）[105]
- 「〜企画プレゼンバラエティ〜これ採用っスカ？」誰ですか？日曜日に大事なプレゼン会議を入れたのは！フェスと称した株主総会（2025年9月28日〈予定〉、東京ガーデンシアター）[106]

### 展覧会
- チャンネル顕嵐ふらーっと森田美勇人展（2022年9月30日 - 10月17日、渋谷モディ1Fイベントスペース）[19]

## 作品
グループでの作品は7ORDER#作品を参照。個人での出演のみ記載。
- 『ヒプノシスマイク-Division Rap Battle-』Rule the Stage 音楽アルバム「Turn up the Stage」（2022年4月27日、キングレコード）[108]
- Bimi「衝動 feat. 阿部顕嵐」（2022年11月21日、Delicious Charlie Company）[109]